# Helianthemum alpestre
Helianthemum alpestre är en solvändeväxtart som först beskrevs av Nikolaus Joseph von Jacquin, och fick sitt nu gällande namn av Dc.. Helianthemum alpestre ingår i släktet solvändor, och familjen solvändeväxter. Inga underarter finns listade i Catalogue of Life.

## Bildgalleri

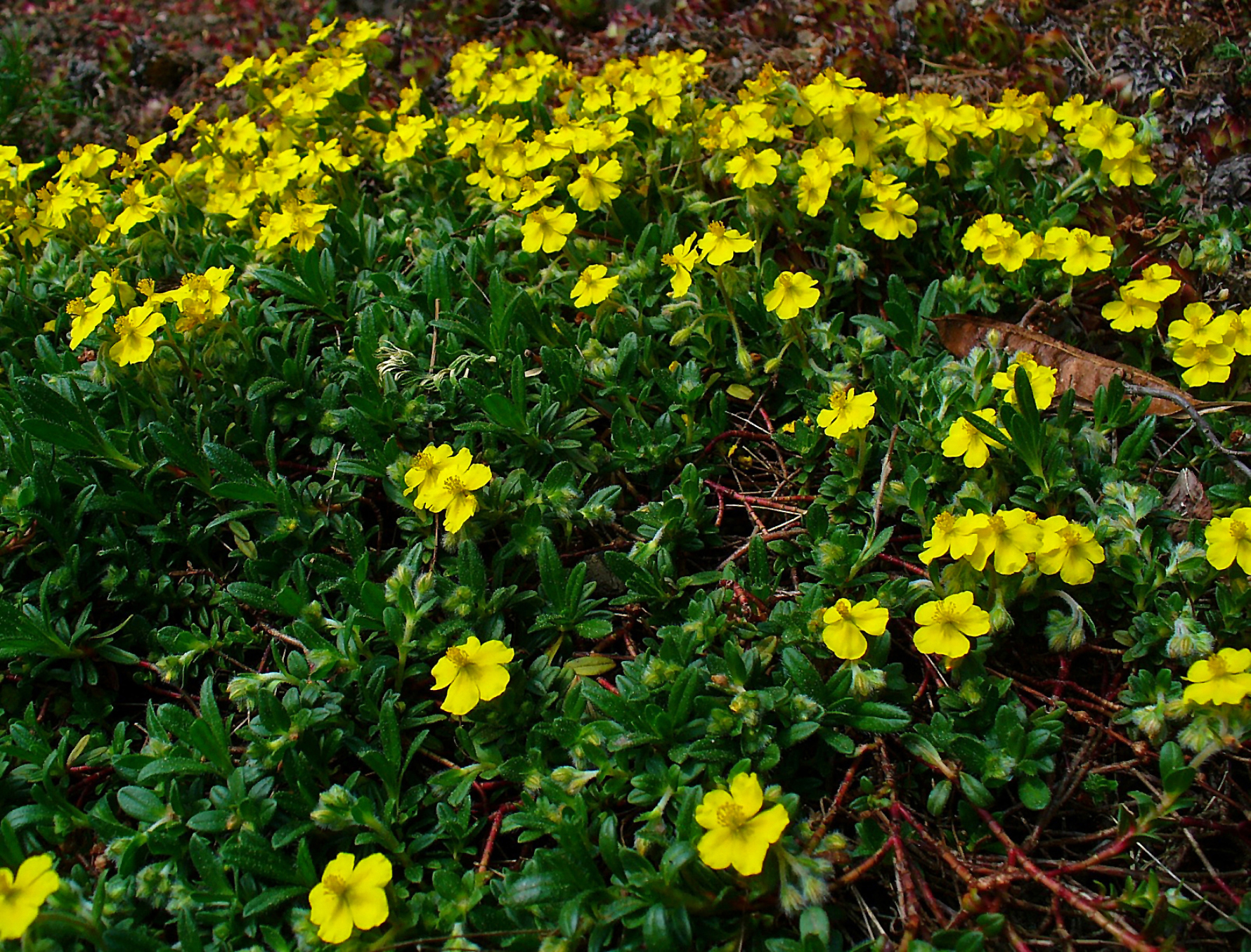
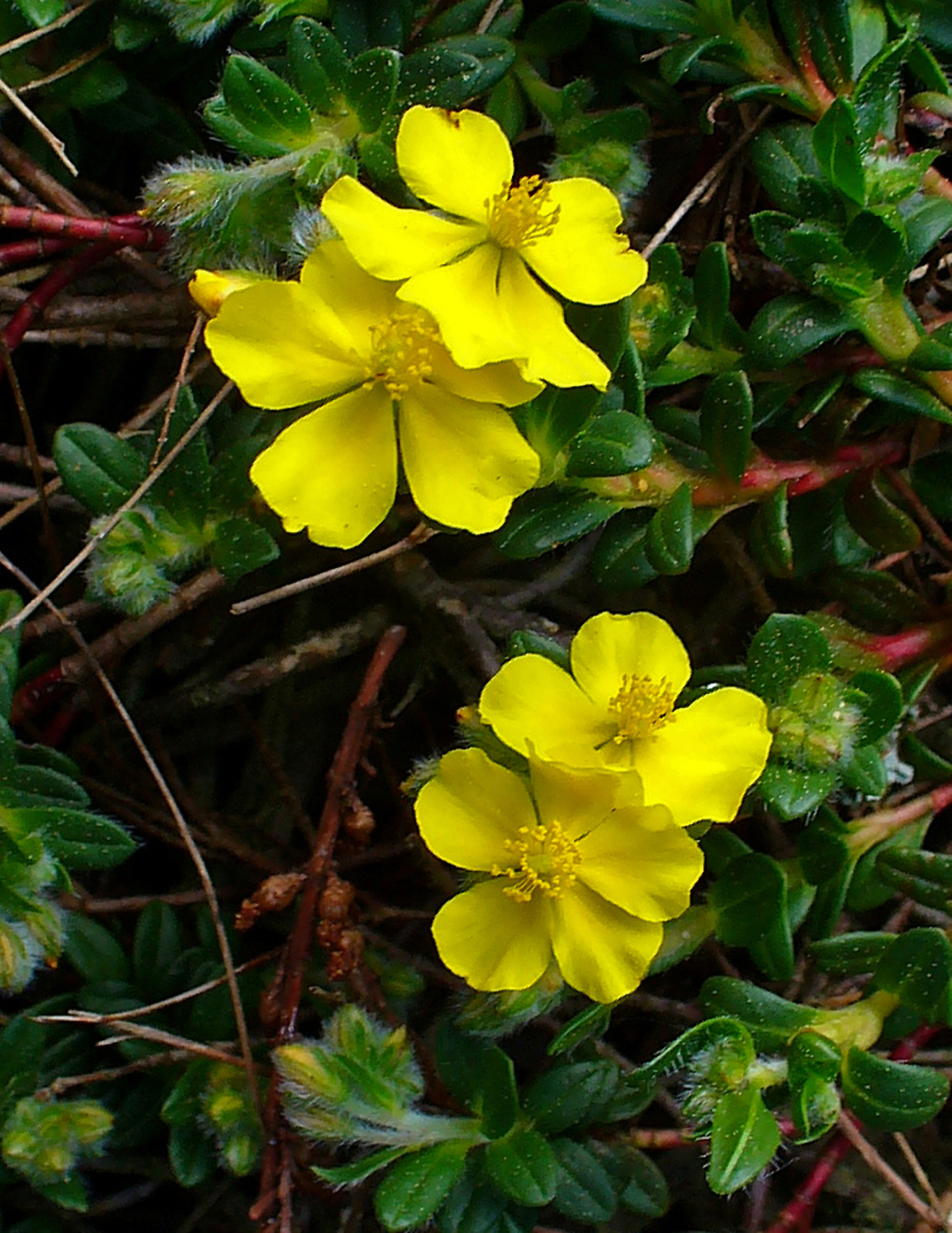
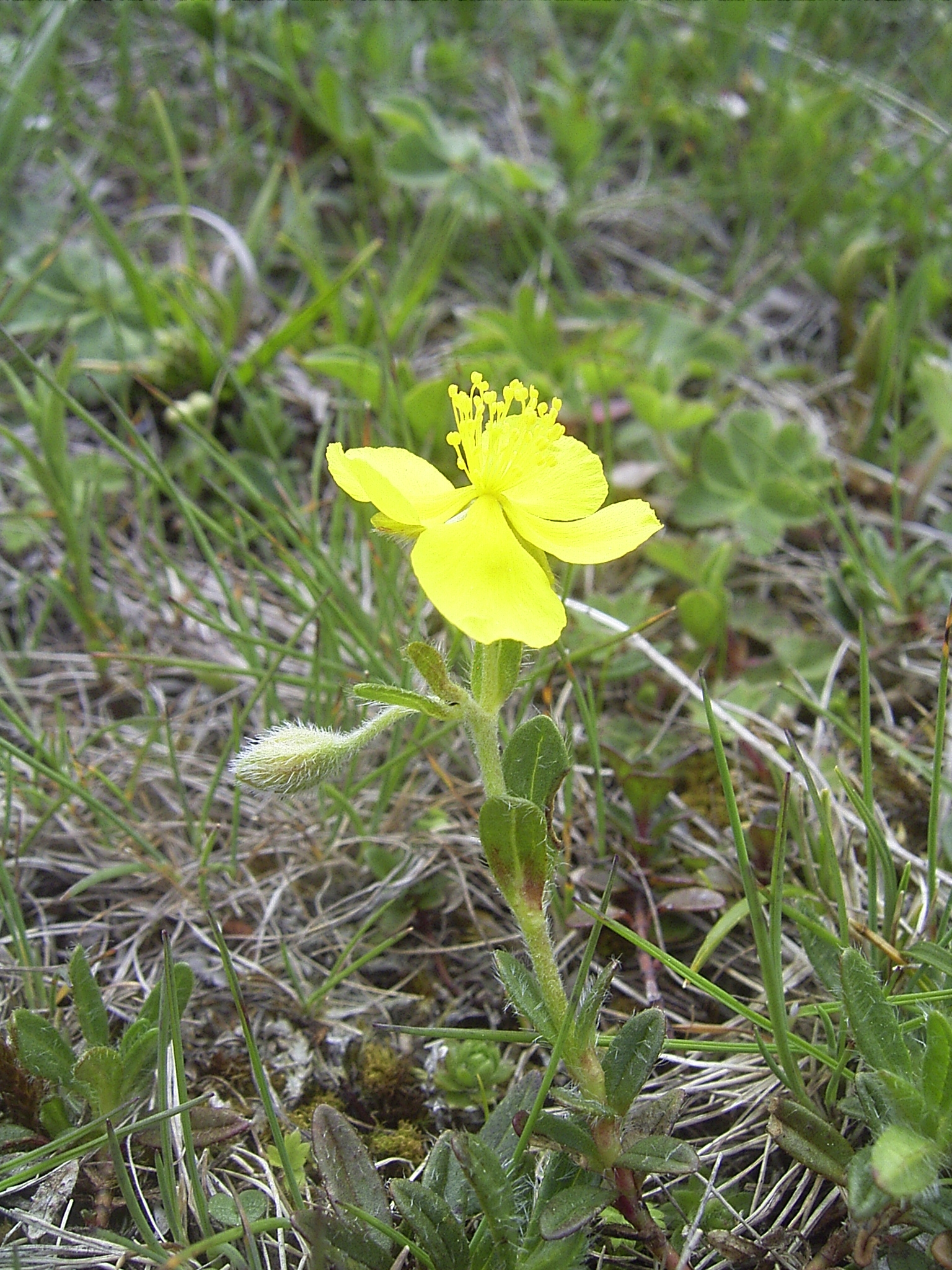
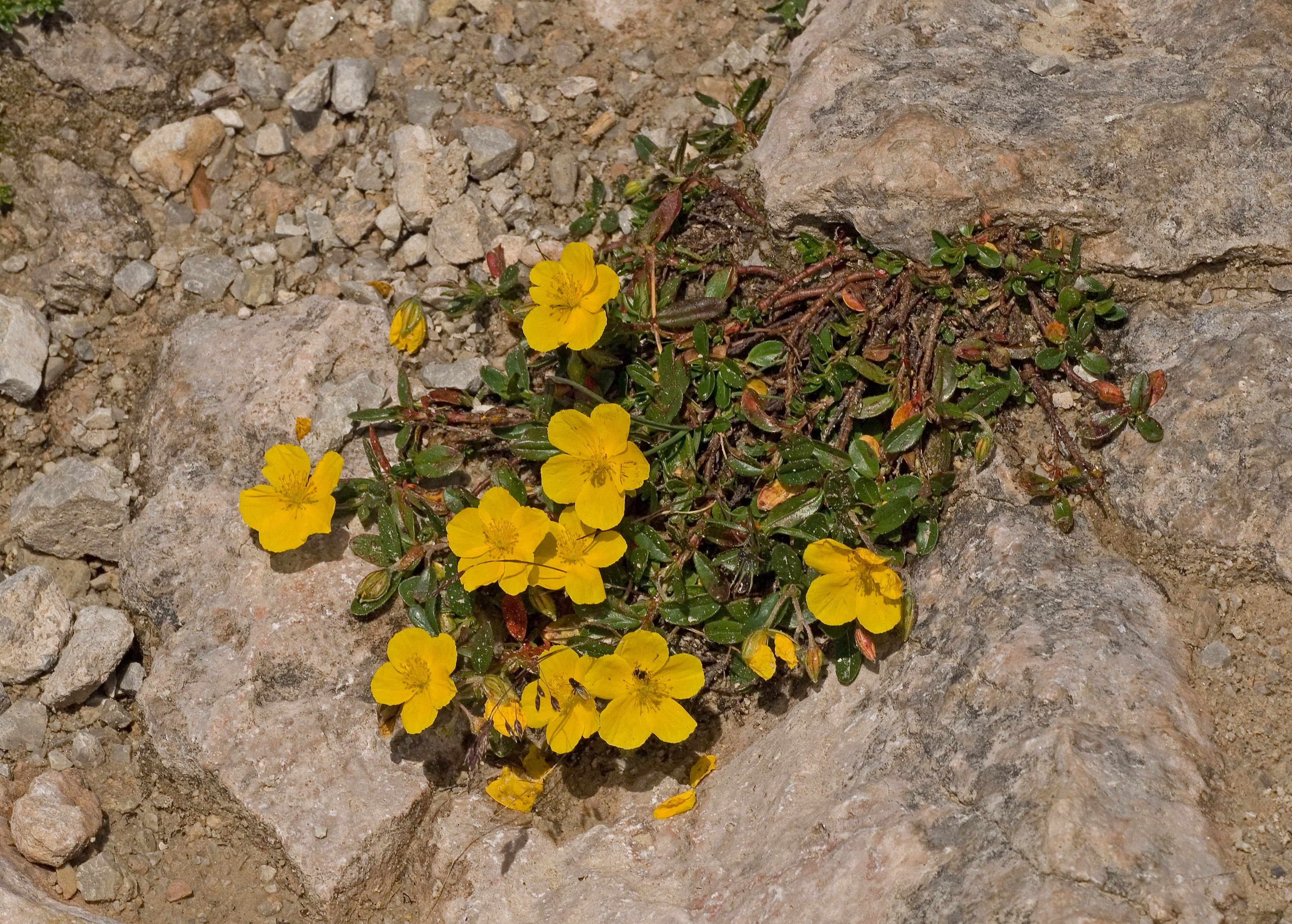